# Cuerpo de Agentes de Control Metropolitano
El Cuerpo de Agentes de Control Metropolitano, también conocido por su acrónimo CUACME, es una entidad complementaria de seguridad de la ciudad de Guayaquil. El CUACME reemplaza a la anterior Policía Metropolitana de Guayaquil. Esta entidad es dependiente del Gobierno Autónomo Descentralizado Municipal de Guayaquil, a través de la Dirección del Cuerpo de Agentes de Control Metropolitano de Guayaquil.

## Base jurídica
La Constitución de la República del Ecuador, en sus artículos 3, 83, 163 y 393, establece la garantía al derecho de una cultura de paz y seguridad integral, exhorta a los ciudadanos a colaborar con el mantenimiento de la paz y la seguridad, políticas y acciones integradas; y, establece coordinación por parte de la Policía Nacional con los gobiernos autónomos descentralizados para la colaboración en sus funciones.
El Código Orgánico de Organización Territorial, Autonomía y Descentralización (COOTAD) en su artículo 54 dispone que los gobiernos autónomos descentralizados (municipales y provinciales) regulen el uso del espacio público, creen consejos de seguridad ciudadana en coordinación con la Policía Nacional, e implementar programas de prevención de adicciones a drogas. En el artículo 60, la COOTAD hace énfasis en la atribuciones de alcaldesas o alcaldes en la colaboración de la Policía Nacional coordine con los municipios en materia de seguridad para prevención, protección, seguridad y convivencia ciudadana. Por último, el artículo 431.1 de la COOTAD le confiere a los cuerpos de agentes de control municipales o metropolitanos la potestad para dar apoyo a la Policía Nacional en materia de consumo de sustancias catalogadas sujetas a fiscalización, en labores de prevención, disuasión, vigilancia y control del uso y consumo.
El Código Orgánico de Entidades de Seguridad Ciudadana y Orden Público (COESCOP) desde su artículo 2, numeral 5 ya establece como «entidades complementarias de seguridad» de competencia municipal a los cuerpos de agentes de control municipales o metropolitanos, a los cuerpos de agentes civiles de tránsito y a los cuerpos de bomberos. El artículo 218 del cuerpo legal mencionado establece que las entidades complementarias de seguridad deberán desarrollar operaciones de control del espacio público; prevención, detección, disuasión e investigación de infracciones; dar apoyo, coordinación, socorro, rescate, atención prehospitalaria y respuesta ante desastres y emergencias; y promover cultura de paz.